# Cattedrale di Nostra Signora dell'Orto (Tarazona)
La cattedrale di Nostra Signora dell'Orto (in spagnolo: Catedral de Nuestra Señora de la Huerta) è la chiesa cattedrale della diocesi di Tarazona, si trova nella città di Tarazona, in Spagna. L'edificio risale al XII secolo, ha un impianto gotico, successivamente arricchito secondo lo stile mudéjar, di cui è considerata uno degli esempi architettonici principali, insieme alla cattedrale di Teruel.

## Storia
L'inizio della costruzione della Cattedrale di Tarazona risale al XII secolo. La chiesa, realizzata in stile gotico francese, è stata consacrata nel 1232. La cattedrale è stata in seguito ampliata nella seconda metà del XIII secolo, seguendo l'uniformità stilistica del gotico cistercense: tre navate con transetto, testa semicircolare e deambulatorio con cappelle radiali.
Durante l'attacco di Pietro I il Crudele contro Tarazona, nel contesto della Guerra de los Dos Pedros ("Guerra dei due Pietri"), il Duomo, appena fuori le mura, è stato preso d'assalto ed ha subito gravi danni. Probabilmente la posizione della chiesa al di fuori delle mura era dovuta al fatto che sorgesse dove in precedenza era posizionata una vecchia chiesa mozarabica, che, come chiesa cristiana, si trovava al di fuori della medina, nella città araba di là del fiume. Alla fine della guerra la costruzione è stata restaurata rivedendo il progetto originale in stile gotico e moresco, procedendo alla ricostruzione delle navate, delle cappelle laterali, esterni, cupola e torre. La torre è stata completata nel 1588.